# Andrée Récipon
 (octobre 2012).
Si vous disposez d'ouvrages ou d'articles de référence ou si vous connaissez des sites web de qualité traitant du thème abordé ici, merci de compléter l'article en donnant les références utiles à sa vérifiabilité et en les liant à la section « Notes et références ».
Andrée Récipon, née le 8 mai 1885 à Paris 8e et morte le 1er mars 1956 à Laillé (Ille-et-Vilaine), est une résistante française.

## Biographie

### Infirmière
Andrée Gabrielle Marie Récipon naît le 8 mai 1885 à Paris.
Son père, Émile Récipon, est maire de Sion-les-Mines, député des Alpes-Maritimes puis député d'Ille-et-Vilaine du 18 octobre 1885 au 11 novembre 1889 et du 20 août 1893 au 20 février 1895.
Vers 1912-1913, à 27 ans, elle s'installe à Laillé en Ille-et-Vilaine, dans un château délabré dont elle a hérité et qu'elle projette de restaurer.
Lors de la Première Guerre mondiale, elle s'engage comme infirmière et travaille à Paris, au Grand Palais aménagé en hôpital. Elle s'astreint à rester à l'hôpital du matin au soir, et y passe même la nuit dès que l'état de ses blessés donne quelques inquiétudes. 
La guerre terminée, elle rentre à Laillé, où elle se consacre à la chasse et donne des soins bénévoles aux habitants de la commune.

### Résistante
Après l'Armistice du 22 juin 1940, à 55 ans, Andrée Récipon répond immédiatement à l'appel du général de Gaulle. Elle organise un service d'aide aux réfugiés, et fait de sa propriété un îlot de résistance où elle cache des prisonniers de guerre évadés, des personnes traquées par la Gestapo, et accueille les réfractaires du STO (Service du travail obligatoire en Allemagne) dont elle envoie les uns chez sa sœur, Mme Paul Michelez, à Saint-Sulpice-des-Landes (château de La Roche Giffard), et les autres en forêt de Teillay où ils constituent un maquis.
Andrée Récipon est membre du mouvement Libération-Nord, fondé par Christian Pineau (futur ministre), et fait partie du réseau "Bordeaux-Loupiac", créé par Jean-Claude Camors, qui se charge de cacher et d'envoyer en Grande-Bretagne les aviateurs et parachutistes alliés tombés sur le territoire français.
Prévenue à temps qu'elle va être arrêtée par la Gestapo, elle s'enfuit d'abord à Paris, puis Épinal et enfin à Lyon où elle devient agent de liaison pour l'Armée secrète (A.S.). Sa sœur, mère de neuf enfants, sera arrêtée à sa place.

### Activités après la guerre
Dès la fin de la guerre, elle rentre à Laillé, où elle devient conseillère municipale. Elle organise alors une maison de repos pour les anciens déportés rescapés des camps de concentration et d'anciens prisonniers de guerre. Elle accueille même chez elle plusieurs déportés.
Andrée Récipon meurt à Laillé le 1er mars 1956.

## Hommages posthumes
- En 1959, une stèle à sa mémoire est inaugurée à Teillay, en bordure de la forêt (voir lien www.plaques-commemoratives.org).
- Des rues portent son nom à Rennes, Bruz, à Teillay, à Saint-Jacques-de-la-Lande.
- Un arrêt de bus porte son nom à Rennes, sur l'itinéraire de la ligne 9.
- À Laillé, la place de l'église lui est dédiée.
- Le nom d'Andrée Récipon a aussi été donné au collège d'Orgères (Ille-et-Vilaine).

## Décorations
- Chevalier de la Légion d'honneur[Quand ?]
- Médaille militaire[Quand ?]
- Croix de guerre 1939-1945
- Médaille de la Résistance française (décret du 15 octobre 1945)[3]
- Médaille de la Liberté (États-Unis)